# تورستن جونسون
تورستن جونسون (بالسويدية: Thorsten Jonsson)‏ هو مترجم وصحفي ومؤلف سويدي، ولد في 5 أبريل 1910 في Nordmaling parish ‏ في السويد، وتوفي في 25 أبريل 1950 في أبرشية ماريا ماغدلينا ‏ في السويد.